# Hoplia maculifera
Hoplia maculifera är en skalbaggsart som beskrevs av Moser 1910. Hoplia maculifera ingår i släktet Hoplia och familjen Melolonthidae. Inga underarter finns listade i Catalogue of Life.